# Formula 3000 giapponese 1988
La stagione 1988 della Formula 3000 giapponese fu corsa su 8 gran premi. Vi presero parte 18 differenti team, 24 differenti piloti, 5 differenti telaisti e 3 differenti motoristi. La serie venne vinta dal pilota nipponico Aguri Suzuki che utilizzò una Footwork MC030-Cosworth Yamaha, una March 87B-Cosworth Yamaha e una Reynard 88D-Cosworth Yamaha

## La pre-stagione

### Calendario
| Gara | Nome                               | Circuito           | Giri | Lunghezza           | Data         |
| ---- | ---------------------------------- | ------------------ | ---- | ------------------- | ------------ |
| 1    | All Japan Big 2&4 Race             | Circuito di Suzuka | 35   | 35x5,864=205,241 km | 13 marzo     |
| 2    | International Formula Race Meeting | Circuito del Fuji  | 45   | 45x4,470=201,15 km  | 17 aprile    |
| 3    | All Japan F3000 All Star Race      | Circuito di Mine   | 72   | 72x2,816=202,752 km | 14 maggio    |
| 4    | Suzuka Formula Japan Race          | Circuito di Suzuka | 35   | 35x5,864=205,241 km | 29 maggio    |
| 5    | Sugo F3000 Championship Race       | Circuito di Sugo   | 54   | 54x3,704=200,016 km | 31 luglio    |
| 6    | RRC Fuji Formula Championship Race | Circuito del Fuji  | 45   | 45x4,470=201,15 km  | 14 agosto    |
| 7    | Suzuka Great 20 Drivers Race       | Circuito di Suzuka | 35   | 35x5,864=205,241 km | 25 settembre |
| 8    | Super Final Round in Suzuka        | Circuito di Suzuka | 35   | 35x5,864=205,241 km | 27 novembre  |

- Tutte le corse sono disputate in Giappone.

## Piloti e team
| Team                                     | Telaio                                                                                | Nr.   | Pilota              | Gare     |
| ---------------------------------------- | ------------------------------------------------------------------------------------- | ----- | ------------------- | -------- |
| Cabin Racing Team with Impul             | Lola T88-50-Mugen                                                                     | 1     | Kazuyoshi Hoshino   | Tutte    |
| Team Kitamura                            | March 87B-Mugen                                                                       | 2     | Kenny Acheson       | 1-6      |
| Cabin Racing Team with Heroes            | March 87B-Mugen March 88B-Mugen Reynard 88D-Mugen                                     | 3     | Akio Morimoto       | Tutte    |
| Speed Star Wheel Racing Team             | Lola T87-50-Mugen Lola T88-50-Mugen                                                   | 5     | Masahiro Hasemi     | Tutte    |
| Speed Star Wheel Racing Team             | Lola T87-50-Mugen                                                                     | 6     | Jeff Krosnoff       | 8        |
| Advan Sports Nova                        | Lola T88-50-Mugen                                                                     | 7     | Kunimitsu Takahashi | Tutte    |
| Meiju Racing                             | March 88B-Mugen March 87B-Mugen Lola T87-50-Mugen Dome F101-Mugen                     | 8     | Keiji Matsumoto     | 1-4, 6-8 |
| Marlboro Team Nova                       | Lola T87-50-Mugen Lola T88-50-Mugen                                                   | 9     | Hideki Okada        | Tutte    |
| Tenoras with Takeshi Project Racing Team | March 87B-Cosworth                                                                    | 10/20 | Hideshi Matsuda     | 2-8      |
| Middle-Bridge Team Le Mans               | March 88B-Mugen Reynard 88D-Mugen                                                     | 11    | Emanuele Pirro      | Tutte    |
| Ba-Tsu Racing Team                       | March 87B-Mugen Lola T88-50-Mugen                                                     | 12    | Ukyo Katayama       | Tutte    |
| Leyton House Racing Team                 | March 88B-Mugen                                                                       | 15    | Hitoshi Ogawa       | 4-8      |
| Leyton House Racing Team                 | March 88B-Mugen Lola T87-50-Mugen                                                     | 16    | Masanori Sekiya     | Tutte    |
| Checker Motor Sports Club                | Lola T86-50-Cosworth                                                                  | 17    | Tetsuya Oota        | 1-3, 4-7 |
| Checker Motor Sports Club                | Lola T86-50-Cosworth                                                                  | 17    | Dave Scott          | 8        |
| Italya Team Le Mans                      | March 88B-Mugen Reynard 88D-Mugen                                                     | 25    | Geoff Lees          | Tutte    |
| Advan Sport Pal                          | March 88B-Mugen Lola T88-50-Mugen                                                     | 26    | Takao Wada          | Tutte    |
| Sics Racing Team                         | March 88B-Cosworth Lola T88-50-Cosworth                                               | 28    | Kazuo Mogi          | Tutte    |
| Sundai Spilit Team                       | Lola T88-50-Cosworth                                                                  | 30    | Eje Elgh            | Tutte    |
| Supercad Racing Team                     | March 87B-Cosworth                                                                    | 31    | Katsunori Iketani   | 7-8      |
| Shimizu Racing                           | Lola T88-50-Cosworth                                                                  | 33    | Masamoto Shimizu    | 1-2, 4-8 |
| Wacoal Dome Racing Team                  | March 87B-Cosworth Yamaha March 88B-Cosworth Yamaha Reynard 88D-Cosworth              | 38    | Ross Cheever        | Tutte    |
| Footwork Sports Racing Team              | Footowork MC030-Cosworth Yamaha March 87B-Cosworth Yamaha Reynard 88D-Cosworth Yamaha | 55    | Aguri Suzuki        | Tutte    |
| Footwork Sports Racing Team              | Mooncraft MC031-Cosworth                                                              | 56    | Dave Scott          | 6-7      |
| Footwork Sports Racing Team              | Mooncraft MC040-Mugen                                                                 | 56    | Mark Blundell       | 8        |

## Risultati e classifiche

### Risultati
| Gara | Circuito | Tempo       | Velocità     | Pole position     | GPV               | Vincitore         | Vettura               |
| ---- | -------- | ----------- | ------------ | ----------------- | ----------------- | ----------------- | --------------------- |
| 1    | Suzuka   | 1'07:41.170 | 181,935 km/h | Kazuyoshi Hoshino | Aguri Suzuki      | Kazuyoshi Hoshino | Lola-Mugen            |
| 2    | Fuji     | 1'01:34.523 | 196,004 km/h | Aguri Suzuki      | Aguri Suzuki      | Aguri Suzuki      | March-Cosworth Yamaha |
| 3    | Mine     | 1'16:05.876 | 159,861 km/h | Aguri Suzuki      | Aguri Suzuki      | Aguri Suzuki      | March-Cosworth Yamaha |
| 4    | Suzuka   | 1'07:42.494 | 181,875 km/h | Aguri Suzuki      | Kazuyoshi Hoshino | Aguri Suzuki      | March-Cosworth Yamaha |
| 5    | Sugo     | 1'09:00.620 | 173,901 km/h | Ross Cheever      | Kazuyoshi Hoshino | Geoff Lees        | Reynard-Mugen         |
| 6    | Fuji     | 1'02:27.678 | 193,224 km/h | Geoff Lees        | Takao Wada        | Takao Wada        | Lola-Mugen            |
| 7    | Suzuka   | 1'14:58.537 | 164,246 km/h | Kazuyoshi Hoshino | Takao Wada        | Kazuyoshi Hoshino | Lola-Mugen            |
| 8    | Suzuka   | 1'06:30.016 | 185,179 km/h | Masanori Sekiya   | Kazuyoshi Hoshino | Kazuyoshi Hoshino | Lola-Mugen            |

### Classifica piloti
I punti sono assegnati secondo lo schema seguente:
| Punti | 9 | 6 | 4 | 3 | 2 | 1 |

Contano solo i migliori 6 risultati.
| Pos | Pilota              | 2&4 | INT | ALL | SFJ | SUG | RRC | GRT | SFR | Punti validi |
| --- | ------------------- | --- | --- | --- | --- | --- | --- | --- | --- | ------------ |
| 1   | Aguri Suzuki        | 2   | 1   | 1   | 1   | Rit | 2   | 2   | Rit | 45           |
| 2   | Kazuyoshi Hoshino   | 1   | 2   | 3   | 2   | 3   | Rit | 1   | 1   | 43 (47)      |
| 3   | Emanuele Pirro      | 9   | 5   | 2   | 4   | 2   | 4   | 3   | 4   | 25 (27)      |
| 4   | Masanori Sekiya     | Rit | 3   | 6   | 3   | Rit | Rit | 4   | 2   | 18           |
| 5   | Geoff Lees          | 4   | 13  | 4   | Rit | 1   | Rit | Rit | Rit | 15           |
| 6   | Takao Wada          | 5   | 7   | Rit | Rit | 4   | 1   | 6   | 10  | 15           |
| 7   | Kunimitsu Takahashi | 3   | Rit | 7   | 5   | 6   | 3   | 10  | 6   | 12           |
| 8   | Hideki Okada        | Rit | 4   | 5   | 6   | 7   | 5   | Rit | 5   | 10           |
| 9   | Masahiro Hasemi     | Rit | Rit | 8   | 13  | 8   | 7   | Rit | 3   | 4            |
| 10  | Ross Cheever        | 6   | 8   | 12  | Rit | 14  | 6   | 5   | Rit | 4            |
| 11  | Ukyo Katayama       | 11  | Rit | Rit | 7   | 5   | 8   | 12  | Rit | 2            |
| 12  | Keiji Matsumoto     | 13  | 6   | Rit | Rit |     | Rit | 16  | Rit | 1            |
| 13  | Akio Morimoto       | 10  | Rit | 11  | 8   | Rit | Rit | 7   | 7   | 0            |
| 14  | Eje Elgh            | 7   | 12  | 10  | 10  | 9   | 9   | 9   | 9   | 0            |
| 15  | Kenny Acheson       | 8   | Rit | 9   | 15  | Rit | 14  |     |     | 0            |
| 16  | Dave Scott          |     |     |     |     |     | 10  | 8   | Rit | 0            |
| 17  | Hitoshi Ogawa       |     |     |     | 12  | 12  | 11  | 11  | 8   | 0            |
| 18  | Masamoto Shimizu    | 12  | 9   |     | 9   | 10  | 12  | 13  | Rit | 0            |
| 19  | Kazuo Mogi          | Rit | 10  | Rit | 11  | Rit | Rit | 15  | 11  | 0            |
| 20  | Tetsuya Oota        | Rit | 11  |     | 14  | 11  | Rit | Rit |     | 0            |
| 21  | Hideshi Matsuda     |     | NP  | 13  | Rit | 13  | 13  | 14  | 12  | 0            |
| 22  | Jeff Krosnoff       |     |     |     |     |     |     |     | 13  | 0            |
| -   | Katsunori Iketani   |     |     |     |     |     |     | NQ  | Rit | -            |
| -   | Mark Blundell       |     |     |     |     |     |     |     | Rit | -            |
| Pos | Pilota              | 2&4 | INT | ALL | SFJ | SUG | RRC | GRT | SFR | Punti validi |

| Colore  | Risultato             |
| ------- | --------------------- |
| Oro     | Vincitore             |
| Argento | 2º posto              |
| Bronzo  | 3º posto              |
| Verde   | Finito a punti        |
| Blu     | Finito senza punti    |
| Viola   | Ritirato (Rit)        |
| Viola   | Non classificato (NC) |
| Rosso   | Non qualificato (NQ)  |
| Nero    | Squalificato (SQ)     |
| Bianco  | Non partito (NP)      |
| Bianco  | Non ha gareggiato     |
| Bianco  | Infortunato (INF)     |
| Bianco  | Escluso (ES)          |
| Bianco  | Gara cancellata (C)   |

### Risultati Completi
| Prima colonna | 10 | = posizione in griglia |

| Seconda colonna | 10 | = risultato in gara |

R=ritirato NS=non parte NQ=non qualificato
| Pos  | Nome                | Team                          | Telaio    | Motore          | 2&4 | 2&4 | INT | INT | ALL | ALL | SFJ | SFJ | SUG | SUG | RRC | RRC | GRT | GRT | SFR | SFR |
| 1    | Aguri Suzuki        | Footwork Racing International | Footwork  | Cosworth-Yamaha | 18  |     |     |     |     |     |     |     |     |     |     |     |     |     |     |     |
| 1    | Aguri Suzuki        | Footwork Racing International | March     | Cosworth-Yamaha |     | 2   | 1   | 1   | 1   | 1   | 1   | 1   | 4   | R   | 4   | 2   |     |     |     |     |
| 1    | Aguri Suzuki        | Footwork Racing International | Reynard   | Cosworth-Yamaha |     |     |     |     |     |     |     |     |     |     |     |     | 3   | 2   | 4   | R   |
| 2    | Kazuyoshi Hoshino   | Team Impul                    | Lola      | Mugen Honda     | 1   | 1   | 5   | 2   | 3   | 3   | 3   | 2   | 5   | 3   | 2   | R   | 1   | 1   | 3   | 1   |
| 3    | Emanuele Pirro      | Team LeMans                   | March     | Mugen Honda     | 17  | 9   | 16  | 5   | 5   | 2   | 8   | 4   |     |     |     |     |     |     |     |     |
| 3    | Emanuele Pirro      | Team LeMans                   | Reynard   | Mugen Honda     |     |     |     |     |     |     |     |     | 8   | 2   | 13  | 4   | 5   | 3   | 12  | 4   |
| 4    | Masanori Sekiya     | Leyton House Racing           | March     | Mugen Honda     | 3   | R   |     |     |     |     |     |     |     |     |     |     |     |     |     |     |
| 4    | Masanori Sekiya     | Leyton House Racing           | Lola      | Mugen Honda     |     |     | 2   | 3   | 6   | 6   | 2   | 3   | 3   | R   | 3   | R   | 4   | 4   | 1   | 2   |
| 5    | Geoff Lees          | Team LeMans                   | March     | Mugen Honda     | 6   | 4   | 3   | 13  | 2   | 4   | 5   | R   |     |     |     |     |     |     |     |     |
| 5    | Geoff Lees          | Team LeMans                   | Reynard   | Mugen Honda     |     |     |     |     |     |     |     |     | 2   | 1   | 1   | R   | 2   | R   | 2   | R   |
|      | Takao Wada          | Advan Sport Pal               | March     | Mugen Honda     | 4   | 5   |     |     |     |     |     |     |     |     |     |     |     |     |     |     |
| Lola | Takao Wada          | Advan Sport Pal               |           | Mugen Honda     |     | 11  | 7   | 13  | R   | 6   | R   | 10  | 4   | 6   | 1   | 11  | 6   | 11  | 10  |     |
| 7    | Kunimitsu Takahashi | Team Nova                     | Lola      | Mugen Honda     | 5   | 3   | 7   | R   | 15  | 7   | 7   | 5   | 11  | 6   | 10  | 3   | 7   | 10  | 10  | 6   |
| 8    | Hideki Okada        | Team Nova                     | Lola      | Mugen Honda     | 2   | R   | 4   | 4   | 4   | 5   | 4   | 6   | 7   | 7   | 7   | 5   | 6   | R   | 13  | 5   |
| 9    | Ross Cheever        | Dome                          | March     | Cosworth-Yamaha | 9   | 6   | 8   | 8   | 8   | 12  | 10  | R   |     |     |     |     |     |     |     |     |
| 9    | Ross Cheever        | Dome                          | Reynard   | Cosworth-Yamaha |     |     |     |     |     |     |     |     | 1   | 14  | 9   | 6   | 9   | 5   | 22  | R   |
|      | Masahiro Hasemi     | Speed Star Wheel Racing Team  | Lola      | Mugen Honda     | 8   | R   | 6   | R   | 11  | 8   | 11  | 13  | 9   | 8   | 12  | 7   | 16  | R   | 7   | 3   |
| 11   | Ukyo Katayama       | Ba-Tsu Racing                 | March     | Mugen Honda     | 13  | 11  | 13  | R   | 7   | R   | 14  | 7   |     |     |     |     |     |     |     |     |
| 11   | Ukyo Katayama       | Ba-Tsu Racing                 | Lola      | Mugen Honda     |     |     |     |     |     |     |     |     | 6   | 5   | 8   | 8   | 12  | 12  | 5   | R   |
| 12   | Keiji Matsumoto     | Meiju Racing                  | March     | Mugen Honda     | 7   | 13  | 10  | 6   |     |     | 9   | R   | -   | -   |     |     |     |     |     |     |
| 12   | Keiji Matsumoto     | Meiju Racing                  | Lola      | Mugen Honda     |     |     |     |     | 10  | R   |     |     |     |     | 5   | R   | 15  | 16  | 6   | R   |
| -    | Akio Morimoto       | Cabin Racing/Heroes           | March     | Mugen Honda     | 10  | 10  | 12  | R   | 12  | 11  | 16  | 8   | 17  | R   |     |     |     |     |     |     |
| -    | Akio Morimoto       | Cabin Racing/Heroes           | Reynard   | Mugen Honda     |     |     |     |     |     |     |     |     |     |     | 11  | R   | 8   | 7   | 14  | 7   |
| -    | Eje Elgh            | Sundai Spilit Team            | Lola      | Mugen Honda     | 15  | 7   | 14  | 12  | 14  | 10  | 18  | 10  | 16  | 9   | 15  | 9   | 14  | 9   | 16  | 9   |
| -    | Kenny Acheson       | Team Kitamura                 | March     | Mugen Honda     | 11  | 8   | 9   | R   | 9   | 9   | 12  | 15  | 14  | R   | 14  | 14  | -   | -   | -   | -   |
| -    | Dave Scott          | Footwork Racing International | Mooncraft | Cosworth        | -   | -   | -   | -   | -   | -   | -   | -   | -   | -   | 16  | 10  | 10  | 8   |     |     |
| -    | Dave Scott          | Checker Motor Sports Club     | Lola      | Cosworth        |     |     |     |     |     |     |     |     |     |     |     |     |     |     | 19  | R   |
| -    | Hitoshi Ogawa       | Leyton House Racing           | March     | Mugen Honda     | -   | -   | -   | -   | -   | -   | 13  | 12  | 13  | 12  | 17  | 11  | 13  | 11  | 8   | 8   |
| -    | Masatomo Shimizu    | Shimizu Racing                | Lola      | Cosworth        | 12  | 12  | 15  | 9   | -   | -   | 15  | 9   | 12  | 10  | 18  | 12  | 17  | 13  | 20  | R   |
| -    | Kazumo Mogi         | Sics Racing                   | March     | Cosworth        | 16  | R   | 18  | 10  | 16  | R   |     |     |     |     |     |     |     |     |     |     |
| -    | Kazumo Mogi         | Sics Racing                   | Lola      | Cosworth        |     |     |     |     |     |     | 19  | 11  | 19  | R   | 19  | R   | 19  | 15  | 18  | 11  |
| -    | Tetsuya Ota         | Checker Motor Sports Club     | Lola      | Cosworth        | 14  | R   | 19  | 11  | -   | -   | 20  | 14  | 15  | 11  | 20  | R   | 21  | R   | -   | -   |
| -    | Hideshi Matsuda     | Takeshi Project Racing        | March     | Cosworth        | -   | -   | 17  | NS  | 17  | 13  | 17  | R   | 18  | 13  | 21  | 13  | 18  | 14  | 17  | 12  |
| -    | Jeff Krosnoff       | Speed Star Wheel Racing       | Lola      | Mugen Honda     | -   | -   | -   | -   | -   | -   | -   | -   | -   | -   | -   | -   | -   | -   | 15  | 13  |
| -    | Katsunori Iketani   | Supercard Racing              | March     | Cosworth        | -   | -   | -   | -   | -   | -   | -   | -   | -   | -   | -   | -   | 20  | NQ  | 21  | R   |
| -    | Mark Blundell       | Footwork Racing International | Mooncraft | Cosworth        | -   | -   | -   | -   | -   | -   | -   | -   | -   | -   | -   | -   | -   | -   | 9   | R   |
| Pos  | Nome                | Team                          | Telaio    | Motore          | 2&4 | 2&4 | INT | INT | ALL | ALL | SFJ | SFJ | SUG | SUG | RRC | RRC | GRT | GRT | SFR | SFR |